# Delphine Baril
Pour les articles homonymes, voir Baril (homonymie).
Delphine Baril est une actrice française.

## Biographie
Originaire de Normandie, Delphine Baril prend ses premiers cours de théâtre à Paris en 1999. Elle intègre ensuite des cours de café-théâtre et se fait repérer par le Festival Juste pour Rire de Montréal auquel elle participe en 2004.
En 2006, elle intègre les ateliers de Pierre Palmade et participe à plusieurs sketches dans une émission hebdomadaire Made in Palmade sur France 3. Elle incarne ensuite la sœur de celui-ci dans la pièce Le Comique pendant deux ans, outre Pierre Palmade, elle a notamment pour partenaires Anne-Élisabeth Blateau, Arnaud Tsamère et Sébastien Castro.
Entre-temps, elle est en duo avec Bruno Sanches dans la pièce La Baraque à Frites, mise en scène par Alex Lutz au Point Virgule. En 2012, on la retrouve dans la série Scènes de ménages sur M6, dans le rôle de Mme Brugnon ainsi que dans La Petite Histoire de France dans le rôle de la cantinière. Elle participe également aux deux saisons de Le Débarquement diffusé sur Canal+.
C’est par son agent qu’elle fait la rencontre de l’acteur Stéphane Debac avec qui elle entreprend la coécriture de son premier one-man-show. En 2013 elle entame les premières représentations de Deschnékée, dont Stéphane Debac signe également la mise en scène. C'est là qu'elle est repérée par Dany Boon qui décide de produire le spectacle. Elle participe à l'émission Le Before du Grand Journal depuis septembre 2013.

## Filmographie

### Cinéma

#### Longs métrages
- 2007 : The Longest Yard Sale de Vince Parenti : Natalie
- 2010 : Le Nom des gens de Michel Leclerc : la femme qui n'a jamais voté
- 2015 : Le Talent de mes amis d'Alex Lutz : Noémie[3]
- 2016 : Pattaya de Franck Gastambide : la jeune fille au chien
- 2017 : Le Manoir de Tony Datis : Jess[3]
- 2018 : Les Aventures de Spirou et Fantasio d'Alexandre Coffre : la technicienne vidéo
- 2018 : Comme des garçons de Julien Hallard : Francine Marchand[3]
- 2019 : Un vrai bonhomme de Benjamin Parent : la professeure de flash-back
- 2022 : Irréductible de Jérôme Commandeur : Sylvie
- 2022 : Le Petit Nicolas : Qu'est-ce qu'on attend pour être heureux ? d'Amandine Fredon et Benjamin Massoubre : Maman / Madame Courteplaque (voix)[3]
- 2023 : La Marginale de Frank Cimière : l'avocate[3]
- 2023 : Noël Joyeux de Clément Michel : une policière
- 2024 : Les Pistolets en plastique de Jean-Christophe Meurisse : Léa Blanchard[3]
- 2024 : Nice Girls de Noémie Saglio : Laura
- 2024 : En tongs au pied de l'Himalaya de John Wax : Clotilde
- 2024 : Un ours dans le Jura de Franck Dubosc : Corinne
- 2025 : Un monde merveilleux de Giulio Callegari : la policière fébrile
- Prochainement :
  - T'as pas changé de Jérôme Commandeur
  - La Petite graine de Colas et Mathias Rifkiss : Mégane

#### Courts métrages
- 2012 : Le Python de Julien David : Mathilde
- 2016 : Bête noire de Maxime Gillier : Marine
- 2018 : Tout le monde ne survivra pas de Thibault Lang Willar
- 2018 : Victimes de la mode de Sophie Garric
- 2019 : Symphonie pour Malo de Leo Derre : Maud Corcial
- 2020 : A l'Ouest d'Antonin Bonnot : la tante
- 2021 : Blanko de David Fontao : Bianca
- 2021 : Soldat noir de Jimmy Laporal-Trésor : la professeure[3]
- 2022 : Seniors 3000 de Julien David : Liliane

### Télévision
- 2008 : Les Fées cloches (mini-série) : la fée cruche / rôle secondaire
- 2010 : À vos caisses (téléfilm) de Pierre Isoard : Sandy[3]
- 2012 : Scènes de ménages
- 2013 : Le Débarquement (série télévisée)
- 2014 : Open Bar de Laurent Baffie : Gigi
- 2014-2015 : Studio Bagel, 2 épisodes
- 2016 : Le Tour du Bagel (série télévisée), 2 épisodes : l'hôtesse de l'air
- 2017 : La Bouse
- 2018 : Studio Bagel - La Collection, 1 épisode (mini-série) : la femme de ménage
- 2019 : Capitaine Marleau de Josée Dayan, épisode Une voix dans la nuit
- 2019 : Itinéraire d'une maman braqueuse (téléfilm) d'Alexandre Castagnetti : L'épouse d'Aurélie
- 2019 : Kem's
- 2019 : La JAPP : la serveuse du restaurant
- 2020 : Joséphine, ange gardien, saison 20, épisode 2 Disparition au lycée de Stéphane Kopecky (série télévisée) : Nadine Gillard
- 2021 : À tes côtés (téléfilm) de Gilles Paquet-Brenner : la femme de Pierre, l'un des frères d'Anthony
- 2021 : La Meilleure Version de moi-même : Nadine
- 2022 : Visitors (série télévisée) de Simon Astier, 7 épisodes : Sharon
- 2022 : L'Amour (presque) parfait (mini-série télévisée) de Pascale Pouzadoux, épisode 3 : la mère
- 2023-2024 : Scènes de ménages : Mme Brugnon, la femme de ménage de Camille et Philippe
- 2024 : Ça, c'est Paris ! de Marc Fitoussi (mini-série) : Olympe

## Théâtre
- 2008 : Le Comique de Pierre Palmade, mise en scène Alex Lutz
- 2013-2014 : Deschnekée, One Woman Show d'elle-même et Stéphane Debac, mise en scène de Stéphane Debac
- 2022 : La Vie est une fête des Chiens de Navarre, mise en scène Jean-Christophe Meurisse

## Émission de télévision
Delphine Baril participe à l'émission Le Before du Grand Journal présenté par Thomas Thouroude sur Canal+ de 2013 à 2015, et aussi au Grand Journal présenté par Antoine de Caunes. Elle y incarne successivement de nombreux personnages hauts en couleur et n'hésite pas à interagir avec les invités.
- 2013 : Le Grand Journal
- 2013 : Le Before du Grand Journal de Thomas Thouroude